# El Chupadero, Maravatío
El Chupadero är en ort i Mexiko.   Den ligger i kommunen Maravatío och delstaten Michoacán de Ocampo, i den södra delen av landet, 150 km väster om huvudstaden Mexico City. El Chupadero ligger 2 117 meter över havet och antalet invånare är 183.
Terrängen runt El Chupadero är kuperad åt nordost, men åt sydväst är den platt. Runt El Chupadero är det ganska tätbefolkat, med 104 invånare per kvadratkilometer. Närmaste större samhälle är Maravatío, 9,2 km söder om El Chupadero. I omgivningarna runt El Chupadero växer huvudsakligen savannskog.